# Toko Merah
Toko Merah, Indonesisch voor Rode Winkel, gebouwd omstreeks 1730 en gelegen aan de Kali Besar, in Jakarta, Indonesië was een dubbelhuis en residentie van Gustaaf Willem van Imhoff, de latere gouverneur-generaal van de VOC. Daarna kwam het in bezit van de gouverneur-generaal Reinier de Klerk en Petrus Albertus van der Parra. Hierna heeft het meerdere functies gehad zoals Marineacademie, hotel, winkel en kantoor. Het gebouw dankt zijn naam aan de voorgevel waarvan de bakstenen donkerrood zijn geverfd.

## Geschiedenis
Baron van Imhoff nam in 1730 zijn intrek in het dubbelhuis. Nadat hij gouverneur-generaal werd, vestigde de Marineacademie zich van 1743 tot 1755 in het gebouw. Na deze periode kregen beide delen van het huis een aparte eigenaar. Het noordelijke deel is overgegaan naar Reinier de Klerk, de latere gouverneur-generaal, die het pand heeft verbouwd. Na zijn dood in 1780 is het huis in handen gekomen van zijn weduwe tot zij in 1785 stierf.
Het zuidelijke deel werd bewoond door Petrus Albertus van der Parra voordat hij gouverneur-generaal werd. Daarna bleef het in zijn bezit en was het waarschijnlijk door familie bewoond. Omstreeks 1786 werden beide delen gekocht door de VOC om te dienen als stadsherenlogement, een soort hotel. Eind achttiende eeuw trokken veel welgestelde families naar Weltevreden vanwege de slechte gezondheidssituatie in Batavia, zoals Jakarta toen genoemd werd. Ook het logement werd verplaatst waarna het dubbelhuis een eeuw lang verwaarloosd werd.
Tussen 1813 en 1851 kreeg het gebouw meerdere eigenaren totdat Oey Liauw Kong het gebouw in bezit kreeg. Hij zou het rood verven en deels gebruiken als winkel wat taka of toko is in het Indonesisch waardoor het gebouw al snel de naam Taka Merah of Toko Merah kreeg. In 1898 zijn delen van het huis naar het museum van het Bataviaasch Genootschap van Kunsten en Wetenschappen verplaatst, het huidige Nationaal Museum van Indonesië  waaronder deuren, het balkon, de trap, vensterbank, ramen en plafond om zodoende een uniek stukje geschiedenis te bewaren.
In 1920-1922 werd het pand gerestaureerd nadat de Bank voor Indië het pand in bezit kreeg. Bij de restauratie is gebruik gemaakt van materialen die zijn vrijgekomen bij de sloop van andere oude huizen waardoor het achttiende-eeuwse en oudhollandse karakter bewaard is gebleven. Het gebouw kreeg haar rode baksteen terug wat oorspronkelijk witgepleisterd was. De Bank voor Indië zou tot 1925 in het pand blijven. Daarna kreeg het gebouw meerdere eigenaren waaronder het Landbouwsyndicaat, Semarangse Zee en Brandassurantie Mij, en WM Muller. & Co. In 1934 nam Jacobson Van Den Berg zijn intrek in het gebouw en zou daar blijven tot 1942. Tijdens de Tweede Wereldoorlog nam de medische dienst van het Japanse leger intrek in het gebouw. Na de oorlog keerde Jacobson Van Den Berg weer terug totdat het bedrijf genationaliseerd werd in 1957 en de naam veranderd werd naar P.T. Yudha Bakti. In 1961 werd de naam P.N. Fajar Bhakti, in 1964 ging het over in P.N. / P.T. Satya Niaga en in 1977 werd het PT Dharma Niaga (Ltd).
In 2012 werd het pand opnieuw gerestaureerd en sindsdien wordt het gebruikt voor tentoonstellingen en conferenties.

## Architectuur
Het gebouw heeft een oppervlakte van 2.455 vierkante meter en bestaat uit drie samengevoegde gebouwen. Het voorste gebouw is verbonden met het achterste gebouw via een centraal gebouw die dwars staat. Het voorste gebouw, de Rode Winkel, is een dubbelhuis en waren vroeger twee aparte huizen dat te zien is aan de twee hoge ingangen. De begane grond is gelijkvloers en op de eerste verdieping waren de slaapvertrekken. De zolder werd gebruikt voor opslag. Het pand is versierd in een mix van Europese en Chinese stijlen. De rode kleur is een Chinees element die zowel in het interieur als in het exterieur veel voorkomt. Het gebouw wordt afgedekt door een tropisch zadeldak met een grote dakoverstek en de ramen zijn typisch achttiende-eeuws. De barokke trap is uniek in Jakarta.

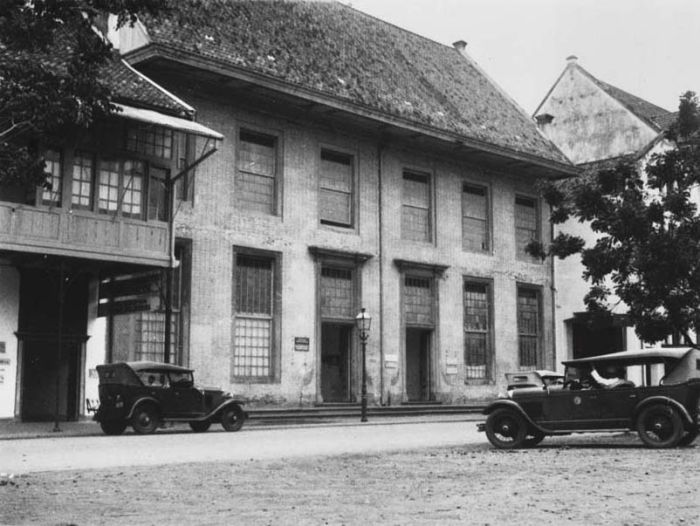
Gebouw in 1932 in gebruik door de Bank voor Indië.
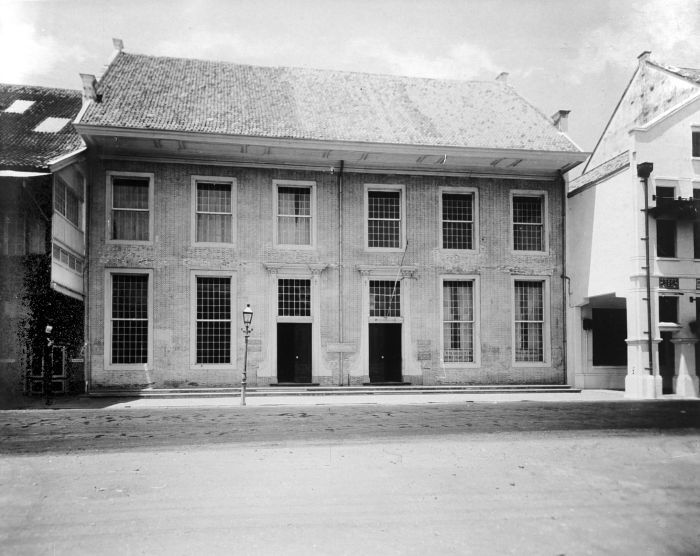
Gebouw tussen 1920 en 1940
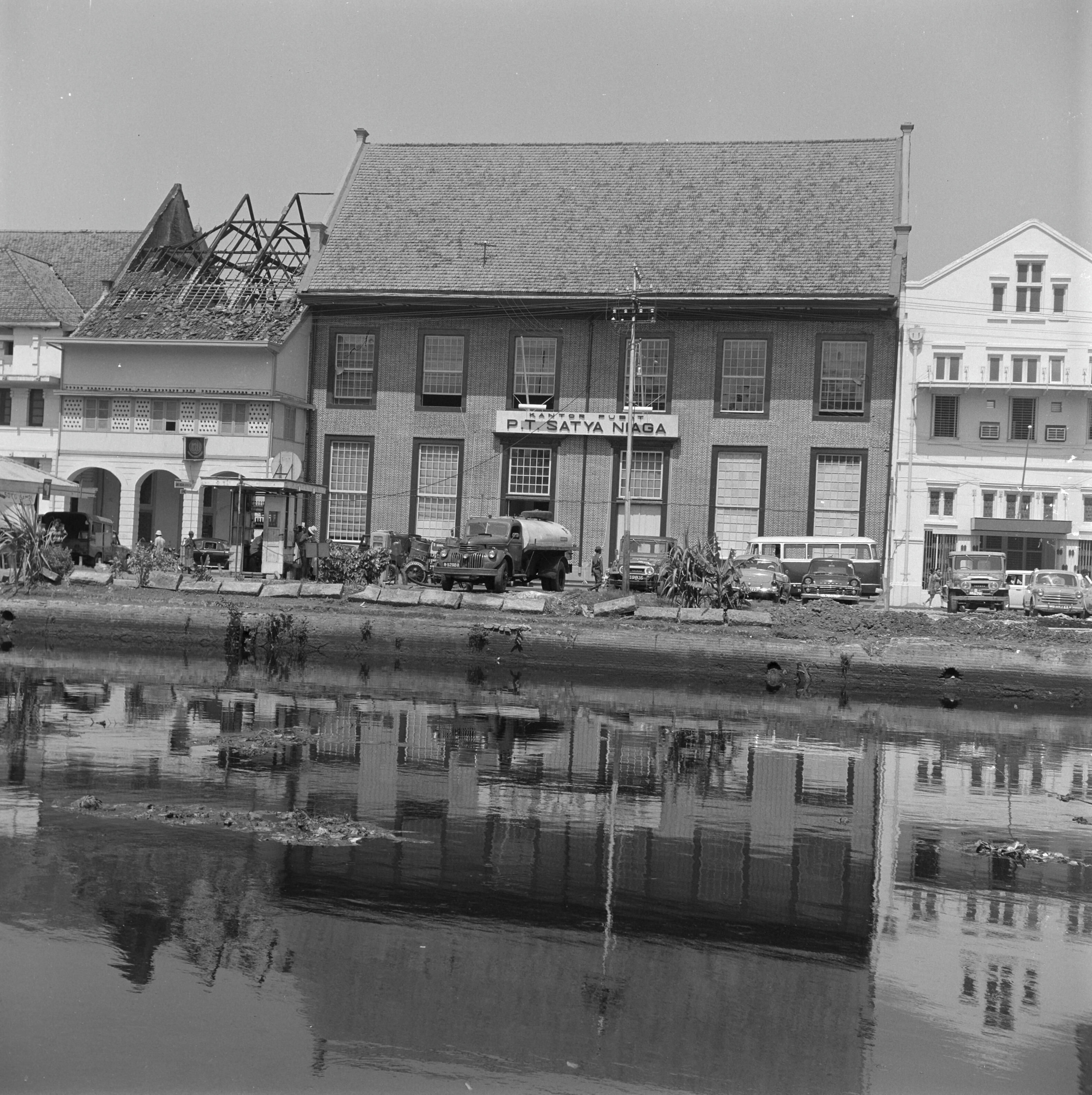
Gebouw in 1972 aan de Kali Besar.